# Station Holbæk
Station Holbæk is een treinstation in Holbæk, Denemarken.
Het station is geopend op 30 december 1874 en wordt bediend door treinen van de volgende lijnen:
- Roskilde - Kalundborg
- Holbæk - Nykøbing Sjælland